# Marc Honegger
Marc Honegger (París, 17 de mayo de 1926-St. Martin de Vers, 8 de septiembre de 2003) fue un musicólogo francés y catedrático de música de la Universidad de Estrasburgo. Fue, asimismo, presidente de la Société française de musicologie.
Entre sus publicaciones en español, se encuentra el Diccionario Biográfico de los Grandes Compositores de la Música, publicada por Espasa Calpe en 1994 y revisado por el académico de la Real Academia de Bellas Artes de San Fernando y Premio Nacional de Música de España, Tomás Marco. 